# アメンエムヘト (小惑星)
アメンエムヘト (5010 Amenemhêt) は、小惑星帯に位置する小惑星である。パロマー天文台のトム・ゲーレルスとライデン天文台のファン・ハウテン夫妻が発見した。
エジプト第12王朝末期のファラオで、後にラビリントス（迷宮）と呼ばれる巨大な葬祭殿を築いたアメンエムハト3世 (Amenemhat III) に因んで名付けられた。